# Lijst van programma's van RTL Crime
Dit is een lijst van Nederlandse programma's die worden of werden uitgezonden door de Nederlandse televisiezender RTL Crime. Aangekochte buitenlandse programma's staan (nog) niet in zijn geheel in deze lijst.
De jaartallen geven aan wanneer het programma bij RTL Crime te zien was of is. Een programma kan daarvoor en/of daarna ook bij een andere zender of omroep te zien zijn geweest.

## Programma's
Legenda
 Huidige en komende programma's zijn gemarkeerd met een lichtblauw blokje.

## 2
|  | Programma | Periode | Presentatie/Medewerkers/Acteurs | Opmerkingen |
|  | --------- | ------- | ------------------------------- | ----------- |
|  | 24        |         |                                 |             |

## 7
|  | Programma | Periode | Presentatie/Medewerkers/Acteurs | Opmerkingen |
|  | --------- | ------- | ------------------------------- | ----------- |
|  | 72 hours  |         |                                 |             |

## A
|  | Programma                                | Periode | Presentatie/Medewerkers/Acteurs | Opmerkingen |
|  | ---------------------------------------- | ------- | ------------------------------- | ----------- |
|  | Alarm für Cobra 11 - Die Autobahnpolizei |         |                                 |             |
|  | Ashes To Ashes                           |         |                                 |             |

## B
|  | Programma        | Periode | Presentatie/Medewerkers/Acteurs | Opmerkingen |
|  | ---------------- | ------- | ------------------------------- | ----------- |
|  | Baantjer         |         |                                 |             |
|  | Blauw Blauw      |         |                                 |             |
|  | Boks             |         |                                 |             |
|  | Bones            |         |                                 |             |
|  | Braquo           |         |                                 |             |
|  | Breakout Kings   |         |                                 |             |
|  | Burn Notice      |         |                                 |             |
|  | Buch in de Bajes |         |                                 |             |

## C
|  | Programma                      | Periode | Presentatie/Medewerkers/Acteurs | Opmerkingen |
|  | ------------------------------ | ------- | ------------------------------- | ----------- |
|  | Castle                         |         |                                 |             |
|  | Cellblock 6                    |         |                                 |             |
|  | Chicago Code                   |         |                                 |             |
|  | Commissaris Rex                |         |                                 |             |
|  | Cracked                        |         |                                 |             |
|  | Crime Town USA                 |         |                                 |             |
|  | Crimes of the Century          |         |                                 |             |
|  | Crimes Uncovered               |         |                                 |             |
|  | CSI: Crime Scene Investigation |         |                                 |             |
|  | CSI: Miami                     |         |                                 |             |
|  | CSI: New York                  |         |                                 |             |

## D
|  | Programma    | Periode | Presentatie/Medewerkers/Acteurs | Opmerkingen |
|  | ------------ | ------- | ------------------------------- | ----------- |
|  | Dark Minds   |         |                                 |             |
|  | Deadly Women |         |                                 |             |
|  | Deep Cover   |         |                                 |             |
|  | Der Clown    |         |                                 |             |
|  | DOK 12       |         |                                 |             |

## E
|  | Programma  | Periode | Presentatie/Medewerkers/Acteurs | Opmerkingen |
|  | ---------- | ------- | ------------------------------- | ----------- |
|  | Evil Twins |         |                                 |             |

## F
|  | Programma             | Periode | Presentatie/Medewerkers/Acteurs | Opmerkingen |
|  | --------------------- | ------- | ------------------------------- | ----------- |
|  | Fast Forward          |         |                                 |             |
|  | FBI: Criminal Pursuit |         |                                 |             |
|  | Forbrydelsen          |         |                                 |             |
|  | Forensic Files        |         |                                 |             |
|  | Flikken               |         |                                 |             |

## G
|  | Programma                            | Periode | Presentatie/Medewerkers/Acteurs | Opmerkingen |
|  | ------------------------------------ | ------- | ------------------------------- | ----------- |
|  | Grijpstra & De Gier (televisieserie) |         |                                 |             |

## H
|  | Programma           | Periode | Presentatie/Medewerkers/Acteurs | Opmerkingen |
|  | ------------------- | ------- | ------------------------------- | ----------- |
|  | Happily Never After |         |                                 |             |
|  | Hidden City         |         |                                 |             |
|  | Homicide Hills      |         |                                 |             |
|  | Homicide Hunter     |         |                                 |             |

## I
|  | Programma        | Periode | Presentatie/Medewerkers/Acteurs | Opmerkingen |
|  | ---------------- | ------- | ------------------------------- | ----------- |
|  | Ice Cold Killers |         |                                 |             |
|  | I Didn't Do It   |         |                                 |             |

## J
|  | Programma | Periode | Presentatie/Medewerkers/Acteurs | Opmerkingen |
|  | --------- | ------- | ------------------------------- | ----------- |
|  | Justified |         |                                 |             |

## K
|  | Programma            | Periode | Presentatie/Medewerkers/Acteurs | Opmerkingen |
|  | -------------------- | ------- | ------------------------------- | ----------- |
|  | Killer in the Family |         |                                 |             |

## L
|  | Programma                  | Periode | Presentatie/Medewerkers/Acteurs | Opmerkingen |
|  | -------------------------- | ------- | ------------------------------- | ----------- |
|  | Lie to Me (televisieserie) |         |                                 |             |
|  | Luther (politieserie)      |         |                                 |             |

## M
|  | Programma  | Periode | Presentatie/Medewerkers/Acteurs | Opmerkingen |
|  | ---------- | ------- | ------------------------------- | ----------- |
|  | Moordvrouw |         |                                 |             |

## N
|  | Programma             | Periode | Presentatie/Medewerkers/Acteurs | Opmerkingen |
|  | --------------------- | ------- | ------------------------------- | ----------- |
|  | Nightmare in Suburbia |         |                                 |             |

## P
|  | Programma                      | Periode | Presentatie/Medewerkers/Acteurs | Opmerkingen |
|  | ------------------------------ | ------- | ------------------------------- | ----------- |
|  | Pablo Escobar (televisieserie) |         |                                 |             |
|  | Parels & Zwijnen               |         |                                 |             |
|  | Plaats Delict                  |         |                                 |             |
|  | Police Women: Dallas           |         |                                 |             |
|  | Prison Break                   |         |                                 |             |
|  | Prisoners' Wives               |         |                                 |             |
|  | Professor T.                   |         |                                 |             |

## R
|  | Programma           | Periode | Presentatie/Medewerkers/Acteurs | Opmerkingen |
|  | ------------------- | ------- | ------------------------------- | ----------- |
|  | Real Interrogations |         |                                 |             |
|  | Romanzo Criminale   |         |                                 |             |

## S
|  | Programma                   | Periode | Presentatie/Medewerkers/Acteurs | Opmerkingen |
|  | --------------------------- | ------- | ------------------------------- | ----------- |
|  | Salamander (televisieserie) |         |                                 |             |
|  | Saving Grace                |         |                                 |             |
|  | Shark (televisieserie)      |         |                                 |             |
|  | Single Handed               |         |                                 |             |
|  | Sins and Secrets            |         |                                 |             |
|  | Spooks                      |         |                                 |             |
|  | Spoorloos verdwenen         |         |                                 |             |

## T
|  | Programma             | Periode | Presentatie/Medewerkers/Acteurs | Opmerkingen |
|  | --------------------- | ------- | ------------------------------- | ----------- |
|  | Taxi (televisieserie) |         |                                 |             |
|  | Terriers              |         |                                 |             |
|  | The Beast             |         |                                 |             |
|  | The Dead Files        |         |                                 |             |
|  | The Good Guys         |         |                                 |             |
|  | The Real Hustle       |         |                                 |             |
|  | The Real NCIS         |         |                                 |             |
|  | The Shield            |         |                                 |             |

## V
|  | Programma      | Periode | Presentatie/Medewerkers/Acteurs | Opmerkingen |
|  | -------------- | ------- | ------------------------------- | ----------- |
|  | Van Speijk     |         |                                 |             |
|  | Vrouwenvleugel |         |                                 |             |

## W
|  | Programma                    | Periode | Presentatie/Medewerkers/Acteurs | Opmerkingen |
|  | ---------------------------- | ------- | ------------------------------- | ----------- |
|  | Waking the Dead              |         |                                 |             |
|  | Whitechapel (televisieserie) |         |                                 |             |
|  | Wicked Attraction            |         |                                 |             |
|  | Women Behind Bars            |         |                                 |             |